# Collegio Bianconi
Il Collegio Bianconi è un complesso di vari edifici e giardini compresi tra le vie Prina, Sella e Torneamento in Monza. L'edificio è sede di un plesso scolastico paritario comprendente le scuole del primo ciclo di istruzione unitamente a quelle secondarie di secondo grado.

## Storia
Nella prima metà del XVIII secolo sul luogo esisteva un edificio padronale con giardino appartenente al conte Gerolamo Casorati, mentre alla fine del Settecento la proprietà fu venduta come casa di villeggiatura. Nell'anno 1830, Angiola Bianconi vi aprì una casa di educazione per fanciulle nel rione san Biagio, assistita dai fratelli Giovanni Battista e Antonio; quest'ultimo acquistò infatti per 59000 lire milanesi il palazzo appartenuto precedentemente alla contessa Paola Pertusati Aliprandi. Intorno al 1850 gli edifici originali vennero modificati ed ampliati per fare spazio al convitto e ai vari ordini di scuola.
La comunità delle suore di carità, fra queste due nipoti della Bianconi, entrò nel collegio il 10 aprile 1867 per intervento dalla superiora generale suor Teresa Bosio su richiesta della stessa Angiola Bianconi. Negli anni successivi, tenute conto le contingenze sociali e territoriali locali, al convitto fu annessa una scuola popolare per aiutare i meno fortunati (1875-1969).

### Le scuole parificate
L'ente nato in origine come istituto di cultura generale, gradualmente si strutturò in diversi ordini scolastici legalmente riconosciuti: scuola elementare (attiva dal 1875), liceo classico (attivo tra il 1932 e il 1962), scuola materna (attiva dal 1940), scuola media (attiva dal 1943), istituto magistrale (attivo tra il 1939 e il 1985), istituto tecnico per periti aziendali e corrispondenti in lingue estere (attivo tra il 1965 e il 1974) e liceo linguistico (attivo dal 1979 al 1997, poi riattivato dal 2011). I locali divennero presto insufficienti e si resero necessarie alcune demolizioni e ricostruzioni, avvenute nel 1955, ad opera dell'architetto Arturo Peverelli.
A partire dagli anni settanta la scuola ammise anche i ragazzi di sesso maschile, mentre nel 1993 fu introdotto l'indirizzo sperimentale denominato "liceo linguistico europeo" con duplice opzione: linguistico-moderno e giuridico-economico; estintosi in seguito all'attuazione della riforma Gelmini e lasciando il posto, dal 2011, al liceo linguistico tradizionale. Nel 2018, fu inoltre attivato il percorso sperimentale del liceo linguistico quadriennale. A partire dall'Anno Scolastico 2020-2021, a seguito della pandemia da COVID-19 e della conseguente ricollocazione delle suore di Maria Bambina, queste si trasferiscono definitivamente, abbandonando il dormitorio del Collegio.